# 藤並駅
藤並駅（ふじなみえき）は、和歌山県有田郡有田川町大字明王寺にある、西日本旅客鉄道（JR西日本）紀勢本線（きのくに線）の駅である。
現在は特急「くろしお」の一部が停車する（主に新大阪 - 白浜間を運転する停車型タイプ）。かつては有田鉄道の有田鉄道線が当駅から出ていた。

## 歴史
藤並駅の場所には、元来有田鉄道の路線が敷設されていたものの、ここに駅は無かった。紀勢西線が紀伊宮原駅から当駅までの延伸されたのを機に、当駅は1926年8月に開業した。有田鉄道は紀勢西線との接続を図って、同時に藤並駅を紀勢西線の駅の隣に開設したため、開業当初から有田鉄道との接続駅であった。
第2次世界大戦で日本の敗色が強まると、2つの鉄道が湯浅と藤並の間で並存しているという状況が好ましくないとされ、1944年12月に、有田鉄道の藤並駅から湯浅駅を経て海岸駅までが「不要不急線」として休止され、その後1959年4月に正式に廃止された。一方で、有田鉄道は1950年4月に、当駅から紀伊湯浅駅（現在の湯浅駅）までの紀勢本線への乗り入れを開始した。しかし信楽高原鐵道列車衝突事故発生後の1992年12月1日に、有田鉄道は紀勢本線への乗り入れを中止した。さらに、2003年1月1日に有田鉄道は廃止された。
2007年頃から駅舎の建て替え及びホームの延長、改良工事を開始した。2008年3月15日のダイヤ改正により当駅は特急停車駅に昇格し、新駅舎の使用も開始した。

### 年表
- 1926年（大正15年）8月8日：国鉄紀勢西線の駅が開業[1][2]。有田鉄道も既設線に駅を新設[1]。
- 1927年（昭和2年）8月14日：紀勢西線が当駅から紀伊湯浅駅（現在の湯浅駅）まで延伸[1]。
- 1944年（昭和19年）12月10日：有田鉄道の当駅 - 海岸駅間が休止。
- 1959年（昭和34年）
  - 4月3日：有田鉄道の当駅 - 海岸駅間を廃止。
  - 7月15日：現在の紀勢本線が全通[1]。
- 1984年（昭和59年）2月1日：貨物の取り扱いを廃止[2]。
- 1985年（昭和60年）3月14日：荷物扱い廃止[2]。
- 1987年（昭和62年）4月1日：国鉄分割民営化により、国鉄駅は西日本旅客鉄道が承継[1][2]。
- 2003年（平成15年）1月1日：有田鉄道当駅 - 金屋口駅間が廃止[1]。
- 2007年（平成19年）6月1日：陸橋が御坊方から和歌山方へ変更。同時に御坊方の陸橋撤去作業を開始。
- 2008年（平成20年）3月15日：ダイヤ改正により特急「オーシャンアロー」・「スーパーくろしお」・「くろしお」（2012年3月改正で「くろしお」に名称統一）の一部の列車の停車駅に昇格。橋上駅での営業開始。
- 2016年（平成28年）12月17日：ICOCAのサービス供用開始[3]。
- 2019年（平成31年）東口（2010年9月）

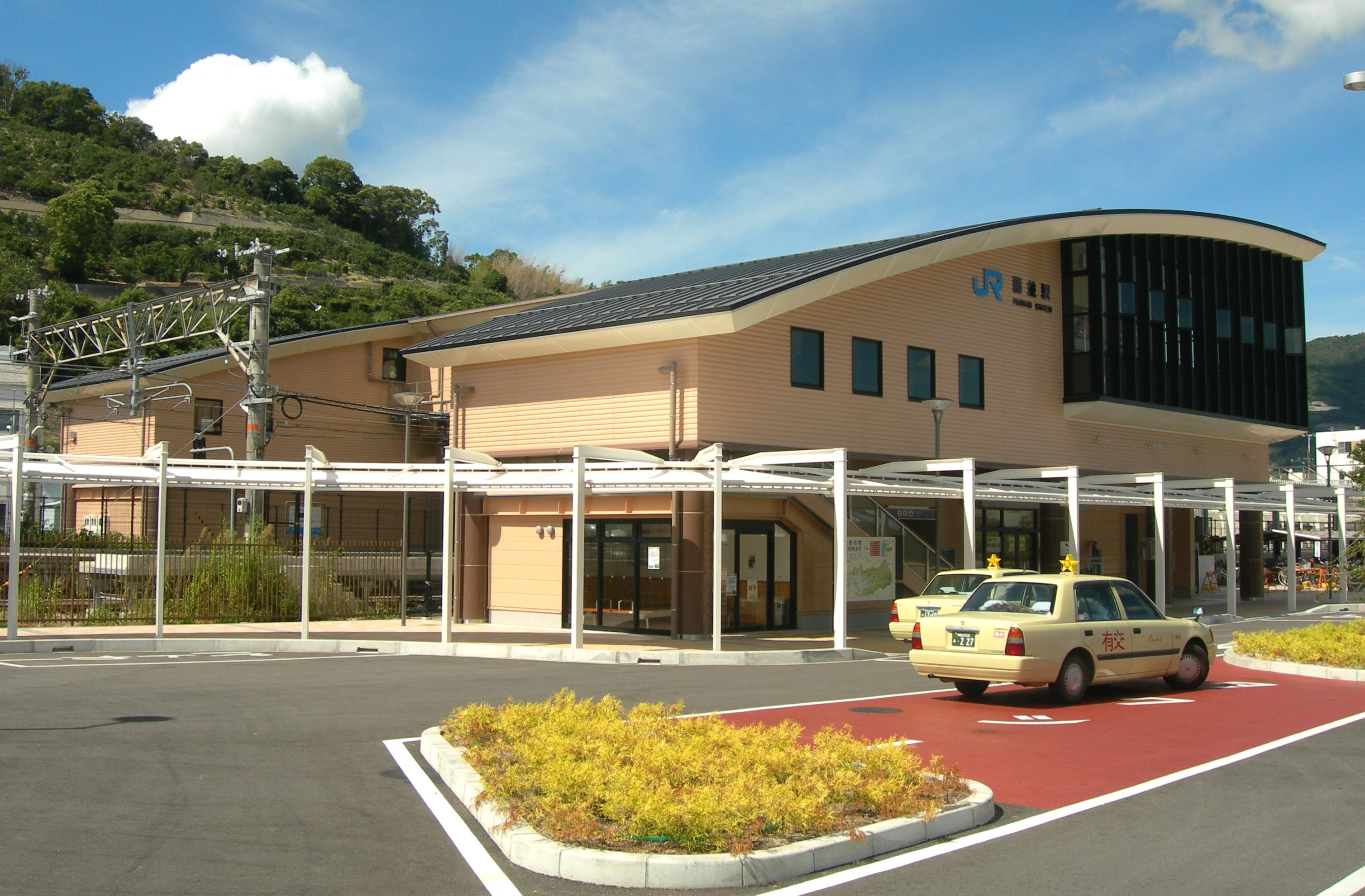
東口（2010年9月）

  - 3月8日：この日を以ってみどりの窓口の営業を終了[4]。
  - 3月9日：みどりの券売機プラスの利用を開始[4]。
- 2021年（令和3年）7月1日：駅業務がJR西日本メンテックからJR西日本交通サービスに移管された。

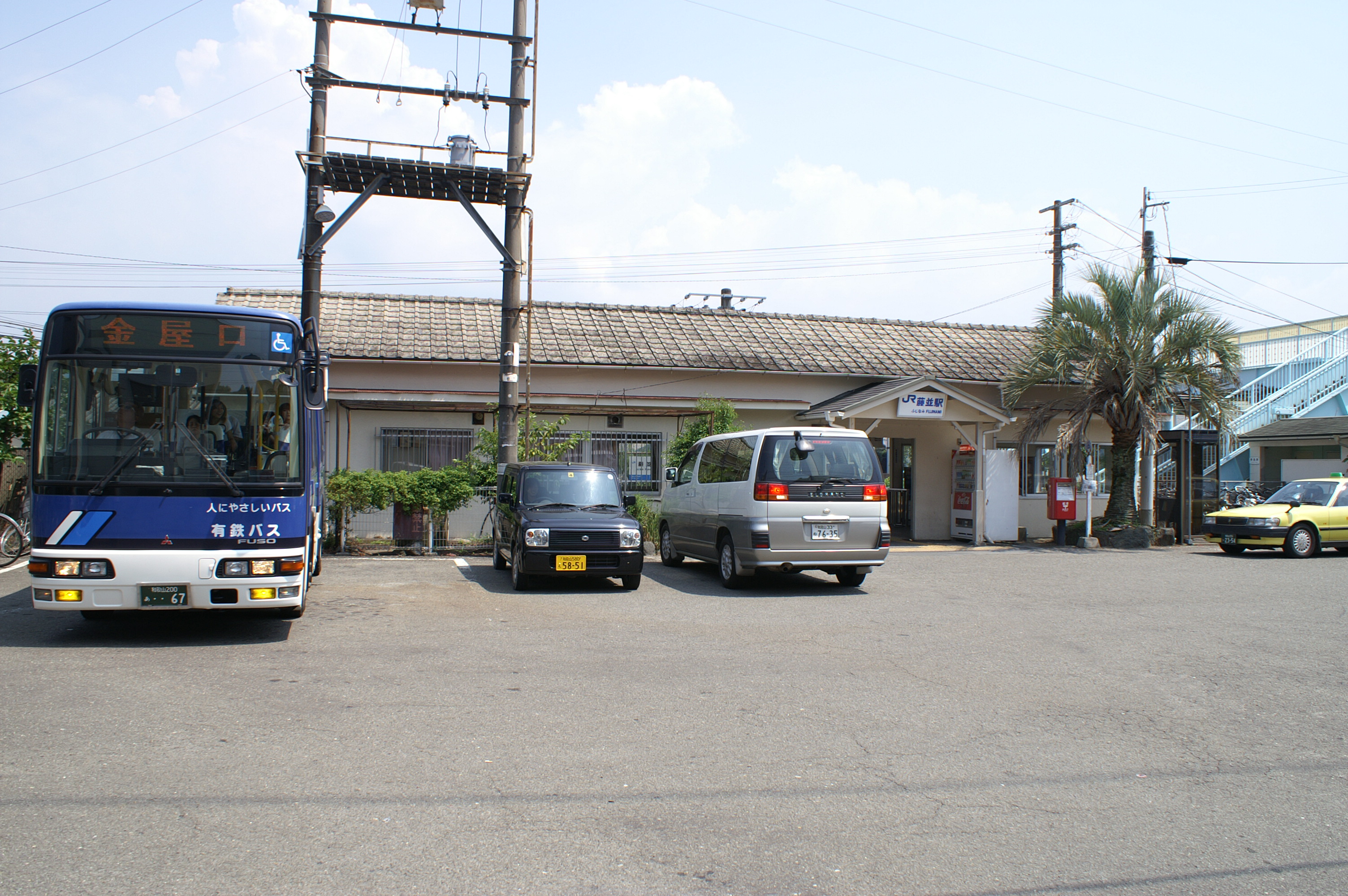
旧駅舎（2006年8月）
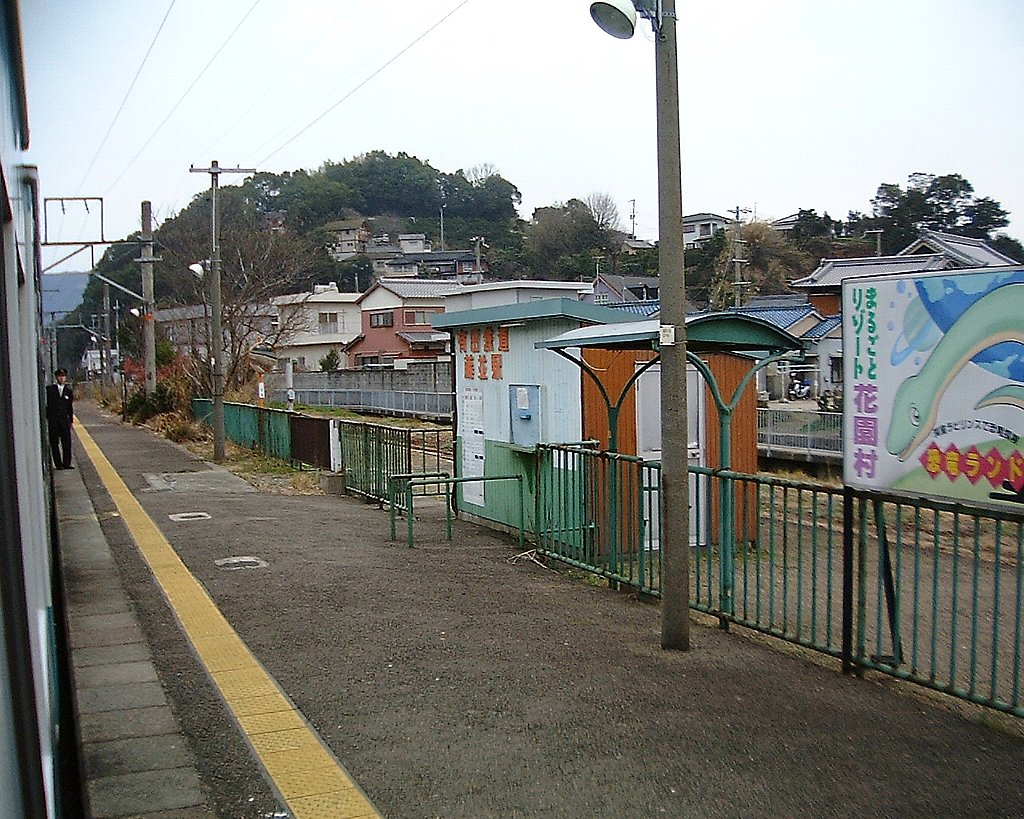
有田鉄道乗換口跡（2003年3月）

## 駅構造
藤並駅は相対式ホーム2面2線を有する地上駅である。ただし分岐器や絶対信号機を持たないため、停留所に分類される。2008年に橋上駅となり、東西に出入り口ができ、東西両口は自由通路で連絡している。それ以前は和歌山方面行きホーム側（現在の西口側）に木造平屋建ての駅舎があり、反対側の御坊方面行きホームへは跨線橋で連絡していた。
当駅は御坊駅が管理し、JR西日本メンテックが駅業務を受託する業務委託駅であったが、管理駅の御坊駅が紀伊田辺駅の被管理駅となったことにより、現在は紀伊田辺駅が当駅を管理している。また、2021年7月1日に受託がJR西日本交通サービスに変更された。東口2階部分にみどりの券売機プラスと新型タッチパネル式券売機1台および改札口が設置されている。東西両側の1階に待合室が、東口2階にも展望待合スペースがある。東口の1階部分には有田川町観光案内所が設置されている。また有田川町では「絵本のまちおこし」を目指した取り組みを実施しており、その一環として、西口2階には入館無料のちいさな駅美術館 Ponte del Sognoが有り、主に童話絵本の原画を1か月間区切りで展示している。
なお、廃止された有田鉄道のレールが放置されていたものの、駅改良工事の際に撤去された。その後、切符売り場・ホーム・安全確認用ミラーも撤去された。これらの跡地は、東口の駅前広場、駐輪場、有田鉄道線跡を利用したサイクリングロードの一部などに活用されている。

### のりば
| のりば | 路線       | 行先                       |
| ------ | ---------- | -------------------------- |
| 1      | きのくに線 | 和歌山・天王寺・新大阪方面 |
| 2      | きのくに線 | 御坊・白浜・新宮方面       |

- 上表の路線名は旅客案内上の名称（愛称）で表記している。
- 1・2番線ともに簡易自動放送が使用されている。

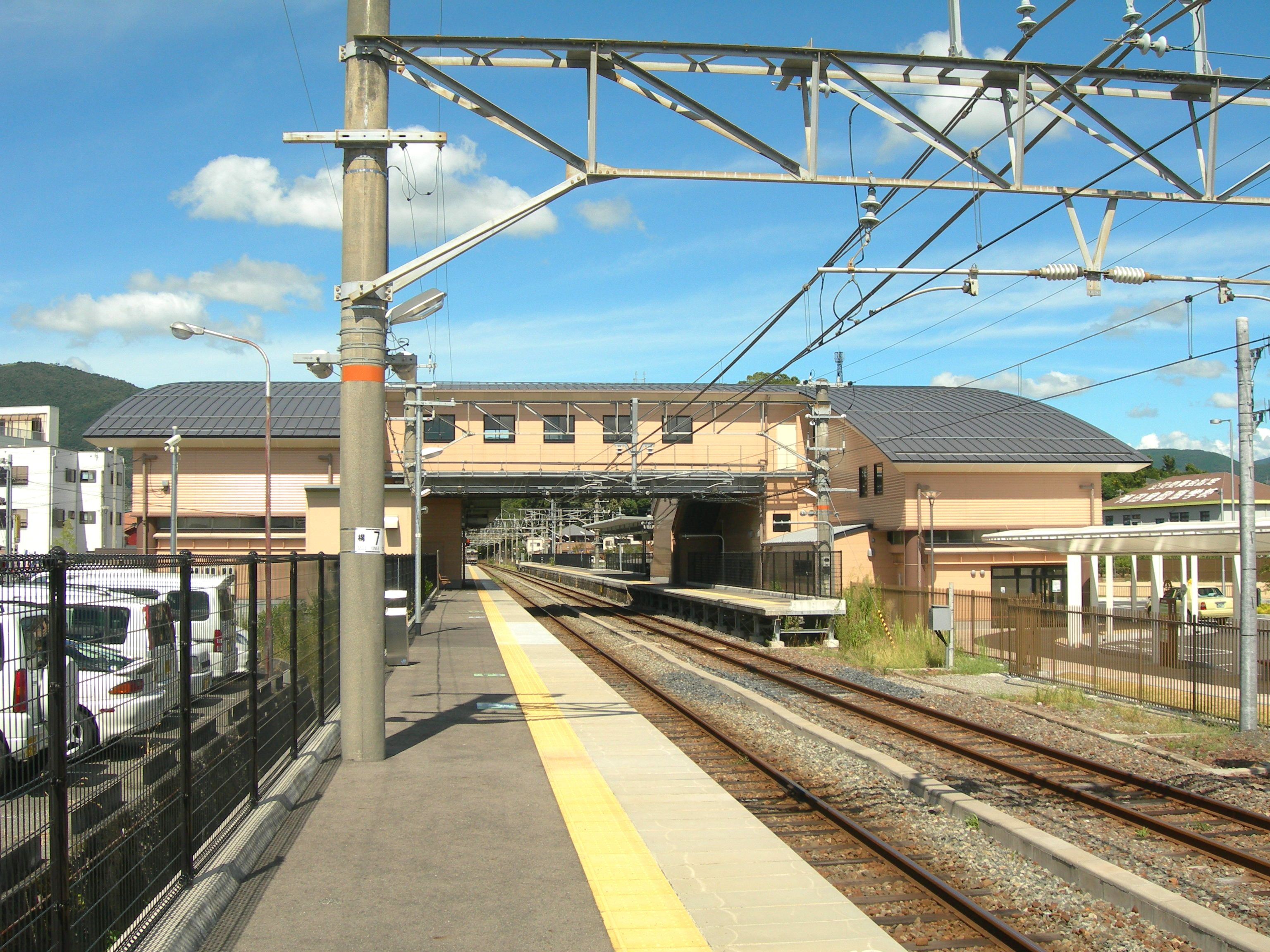
ホーム（2010年9月）

## 利用状況
近年の1日平均乗車人員は以下の通り。
| 年度   | 1日平均 乗車人員 |
| ------ | ---------------- |
| 1998年 | 1,328            |
| 1999年 | 1,295            |
| 2000年 | 1,263            |
| 2001年 | 1,261            |
| 2002年 | 1,277            |
| 2003年 | 1,280            |
| 2004年 | 1,262            |
| 2005年 | 1,221            |
| 2006年 | 1,221            |
| 2007年 | 1,178            |
| 2008年 | 1,243            |
| 2009年 | 1,227            |
| 2010年 | 1,278            |
| 2011年 | 1,267            |
| 2012年 | 1,340            |
| 2013年 | 1,397            |
| 2014年 | 1,334            |
| 2015年 | 1,357            |
| 2016年 | 1,384            |
| 2017年 | 1,357            |
| 2018年 | 1,345            |
| 2019年 | 1,261            |
| 2020年 | 1,058            |
| 2021年 | 995              |
| 2022年 | 1,056            |

## 駅周辺
駅前にはカラクリ時計が設置されていたが、撤去された。また、かつては藤並駅の近くに蒸気機関車（D51 1085）が静態保存されていたものの、2010年2月に有田川町鉄道公園へ移設された。
- 国道42号
- 阪和自動車道（海南湯浅道路） - 有田インターチェンジ
- 湯浅御坊道路 - 有田南インターチェンジ
- 有田自動車学校
- 大谷温泉
- JAありだ本所
- スーパーセンターオークワ有田川店
- デリシャス広岡吉備店
- エバグリーン吉備店
- 眼鏡市場和歌山有田川店
- ヤマダアウトレット有田川店
- ジョーシン有田川店
- 和歌山県立有田中央高等学校
- 有田川町立吉備中学校
- 有田川町立藤並小学校

## バス路線

### 路線バス
- 有田鉄道
  - 済生会有田病院 / 金屋口・清水・花園方面

### 高速バス
- 明光バス・西武観光バス
  - 白浜・田辺 - 横浜・東京・大宮線「ホワイトビーチシャトル」：YCAT（横浜駅）・バスタ新宿・池袋駅東口・大宮駅西口・西武バス大宮営業所

## 隣の駅
西日本旅客鉄道（JR西日本）
 きのくに線（紀勢本線）
- 特急「くろしお」一部停車駅

■快速
湯浅駅 - 藤並駅 - 箕島駅
■普通（阪和線内で直通快速または紀州路快速となる列車を含む）
湯浅駅 - 藤並駅 - 紀伊宮原駅

### かつて存在した路線
有田鉄道
有田鉄道線
藤並駅 - 田殿口駅
かつては隣の田殿口駅との間に明王寺駅が存在した。